# Paso Viejo, Tierra Blanca
Paso Viejo är en ort i Mexiko.   Den ligger i kommunen Tierra Blanca och delstaten Veracruz, i den sydöstra delen av landet, 300 km öster om huvudstaden Mexico City. Paso Viejo ligger 44 meter över havet och antalet invånare är 117.
Terrängen runt Paso Viejo är platt, och sluttar österut. Runt Paso Viejo är det ganska tätbefolkat, med 65 invånare per kvadratkilometer. Trakten runt Paso Viejo består till största delen av jordbruksmark.